# Liste der Nachrichtendienste
Dies ist eine Liste von gegenwärtigen und historischen Nachrichten- und Geheimdiensten, sortiert nach Ländern.

## Internationale/supranationale Dienste
- NATO
  - NATO Special Committee
  - Allied Command Europe Counter Intelligence Activity (ACE CI)
  - Joint Intelligence and Security Division (im Internationalen Militärstab)[1]
    - Intelligence Production Unit[2]

  - Office of Security[3]
  - NATO Counter-Intelligence Centre of Excellence[4]
  - NATO HUMINT Centre of Excellence[5]

- Europäische Union
  - INTCEN
  - Satellitenzentrum der Europäischen Union
  - Generaldirektion Humanressourcen und Sicherheit

- Historisch
  - Allied Intelligence Bureau (AIB) (1942–1945)

## A
- Afghanistan
  - Khedamat-e Etelea’at-e Dawlati (KHAD) (historisch)
  - Maktab al-Chadamat
  - Nationale Sicherheitsdirektion
  - Generaldirektion für Nachrichtendienste
- Ägypten
  - State Security Investigations Service (Mabahith amn ad-daula al-ulya)
  - General Intelligence Service
  - Edarat Almukhabarat Al'mma
- Äthiopien
  - National Intelligence and Security Service
  - Information Network Security Agency
- Albanien
  - National Intelligence Service (NIS/SHIK)
  - Sigurimi (historisch)
- Algerien
  - Direction Contre Espionage (DCE)
  - Direction du Renseignement et de la Sécurité (DRS)
  - Direction de la documentation et de la sécurité extérieure (DDSE)
- Angola
  - Serviços de Informação (SINFO)
  - Serviço de Inteligência Externo (SIE)
- Argentinien
  - Consejo Nacional de Inteligencia (CNI) (historisch)
  - Secretaría de Inteligencia del Estado (SIDE)
- Australien
  - Australian Security Intelligence Organisation (ASIO)
  - Australian Secret Intelligence Service (ASIS)
  - Defence Signals Directorate (DSD)
- Armenien
  - Nationaler Sicherheitsdienst (Ազգային Անվտանգության Ծառայություն Asgajin Anwtangutjan Zarrajutjun, AAZ)
- Aserbaidschan
  - Milli Tehlukesizlik Nazirliyi (MTN)

## B
- Bahrain
  - National Security Agency
- Bangladesh
  - National Committee for Intelligence Coordination
  - National Security Intelligence (NSI)
  - Special Security Force – Intelligence Bureau (SSF-IB)
  - National Security Affairs Cell[6]
  - Special Branch (SB)
  - Detective Branch (DB)
  - Police Bureau of Investigation (PBI)
  - Criminal Investigation Department (CID)
  - Counter Terrorism and Transnational Crime (CTTC)
  - Rapid Action Battalion – Intelligence Wing (RAB-IW)
  - Directorate General of Forces Intelligence (DGFI)
  - Counter Terrorism and Intelligence Bureau (CTIB)
  - National Telecommunication Monitoring Centre (NTMC)
  - Cyber Security Agency
- Belarus
  - KGB – Inlandsgeheimdienst
- Belgien
  - Allgemeiner Nachrichten- und Sicherheitsdienst / Algemene Dienst Inlichting en Veiligheid (ADIV) / Service Général du Renseignement et de la Sécurité (SGRS)
  - Staatssicherheit / Veiligheid van de Staat oder Staatsveiligheid (SV) / Sûreté de l'État (SE)
- Bosnien und Herzegowina
  - Državna agencija za istragu i zaštitu (SIPA)
  - Obavještajno-sigurnosna agencija Bosne i Hercegovine (OSA-OBA BiH)
- Brasilien
  - Agência Brasileira de Inteligência (ABIN)
  - Serviço Nacional de Informações (SNI) (historisch)
- Brunei
  - Internal Security Department (Brunei)
- Bulgarien
  - Komitee für Staatssicherheit (Darzhavna Sigurnost, DS, historisch)
  - Staatliche Agentur für Nationale Sicherheit (DANS)
  - Staatliche Agentur für Spionageabwehr (DAR), vorher Nationale Geheimdienst
- Burundi
  - Service National de Renseignements (SNR)

## C
- Volksrepublik China
  - Guojia Anquan Bu (Ministerium für Staatssicherheit)
  - Zhong Chan Er Bu (Militärnachrichtendienst)

## D
- Dänemark
  - Politiets Efterretningstjeneste (PET)
  - Forsvarets Efterretningstjeneste (FE)
- Deutsche Demokratische Republik
  - Ministerium für Staatssicherheit (MfS) (1950–1990)
    - mit der Hauptverwaltung A (HV A) als Auslandsnachrichtendienst (1951–1990)

  - Militärische Aufklärung der Nationalen Volksarmee, Nachrichtendienst der Nationalen Volksarmee (1952–1990)
- Deutschland
  - (Offizielle) Nachrichtendienste des Bundes:
    - Bundesnachrichtendienst (BND, gegründet 1956), deutscher Auslandsnachrichtendienst mit Sitz in Berlin (1956–2019 Pullach, heute Außenstelle)
    - Militärischer Abschirmdienst (MAD, gegründet 1956)
      - 8 MAD-Stellen
        - MAD-Stelle 1 Kiel
        - MAD-Stelle 2 Hannover
        - MAD-Stelle 3 Hilden
        - MAD-Stelle 4 Koblenz
        - MAD-Stelle 5 Stuttgart
        - MAD-Stelle 6 München
        - MAD-Stelle 7 Schwielowsee
        - MAD-Stelle 8 Wilhelmshaven

      - MAD-Stellen Auslandseinsatz
      - Akademie für Verfassungsschutz (Militärischer Anteil)

    - Bundesamt für Verfassungsschutz (BfV, gegründet 1950) (oft fälschlich nur als Verfassungsschutz bezeichnet)

  - 16 Landesbehörden für Verfassungsschutz (nicht dem BfV nachgeordnet; eigenständige Ämter oder Abteilungen der jeweiligen Innenministerien)
    - Landesamt für Verfassungsschutz Baden-Württemberg
    - Bayerisches Landesamt für Verfassungsschutz
    - Berliner Senatsverwaltung für Inneres und Sport, Abteilung II Verfassungsschutz
    - Ministerium des Innern und für Kommunales Brandenburg, Abteilung 5 Verfassungsschutz
    - Landesamt für Verfassungsschutz Bremen
    - Landesamt für Verfassungsschutz der Freien und Hansestadt Hamburg
    - Landesamt für Verfassungsschutz Hessen
    - Ministerium für Inneres und Europa Mecklenburg-Vorpommern, Abteilung 5 Verfassungsschutz
    - Niedersächsisches Ministerium für Inneres und Sport, Abteilung 5 Verfassungsschutz
    - Ministerium des Innern des Landes Nordrhein-Westfalen, Abteilung 6 Verfassungsschutz
    - Ministerium des Innern und für Sport Rheinland-Pfalz, Abteilung 6 Verfassungsschutz
    - Ministerium für Inneres, Bauen und Sport, Abteilung V Verfassungsschutz
    - Ministerium für Inneres und Sport des Landes Sachsen-Anhalt, Abteilung 4 Verfassungsschutz
    - Ministerium für Inneres, ländliche Räume und Integration des Landes Schleswig-Holstein, Abteilung 7 Verfassungsschutz
    - Landesamt für Verfassungsschutz Sachsen
    - Thüringer Ministerium für Inneres und Kommunales, Abteilung „Amt für Verfassungsschutz“

  - Weitere Dienststellen mit (teilweise) nachrichtendienstlichen Aufgaben und Befugnissen (außer Behörden mit polizeilichen Vollzugsbefugnissen):
    - Bundesamt für Sicherheit in der Informationstechnik (BSI)
    - Zentrum für Informations- und Kommunikationstechnik, Referat 56 (Funkaufklärung) der Bundespolizei (IKTZ)
    - Kommando Aufklärung und Wirkung (KdoAufklWirk)
      - Bataillon Elektronische Kampfführung 911 (EloKaBtl 911), Stadum
      - Bataillon Elektronische Kampfführung 912 (EloKaBtl 912), Nienburg
      - Bataillon Elektronische Kampfführung 931 (EloKaBtl 931), Daun
      - Bataillon Elektronische Kampfführung 932 (EloKaBtl 932), Frankenberg (Eder)
      - Fernmeldeaufklärungszentrale Nord (FmAufklZentr NORD), Stadum
      - Fernmeldeaufklärungszentrale Süd (FmAufklZentr SÜD), Daun
      - Zentrale Abbildende Aufklärung (ZAbbAufkl), Grafschaft
      - Zentrale Untersuchungsstelle der Bundeswehr für Technische Aufklärung (ZU-StelleBwTAufkl), Hof
      - Zentrum Cyber-Operationen (ZCO) in Rheinbach

  - historisch (chronologisch nach Jahr der Gründung)
    - Nachrichtenbüro (1866–1890)
    - Abteilung III b im Großen Generalstab (1890–1918)
    - Nachrichtenbüro beim Reichsmarineamt (1897–1917)
    - Marinenachrichtendienst (1899–1928 und 1934–1945)
    - Zentralstelle für Auslandsdienst – Nachrichtenbüro im Auswärtigen Amt (1914–1916)
    - Nachrichtenstelle für den Orient (NfO) (1914–1918)
    - Deutscher Überseedienst (USD), Nachrichtendienst für Unternehmen beginnend 1914, geht Anfang der 1930er Jahre im Hugenberg-Konzern bzw. im DNB auf
    - Abteilung IV des Auswärtigen Amtes – aus der Zentralstelle für Auslandsdienst hervorgegangen (ab 1916)
    - Abhorchdienst (ab 1916)
    - B-Dienst (1916–1945; mit Unterbrechungen)
    - Abteilung Fremde Heere (1917–1938)
      - Fremde Heere West (1938–1945)
      - Fremde Heere Ost (1938–1945)

    - Staatskommissar für öffentliche Ordnung im Land Preußen (1919–1926) – sollte ursprünglich oberstes Verfassungsschutzorgan werden
      - Nachrichtenstellen der Länder der Weimarer Republik

    - Nuntia (1919–1920), Vorgänger der Abwehr
    - Polizeipräsidium Berlin, Abteilung I A ab 1919, Übernahme der Aufgaben des Staatskommissars für das gesamte Land Preußen ab 1924, auch als Politische Polizei benannt, geht 1933 in die Gestapo über, beginnend Land Bayern
    - Abwehrgruppe (Meldedienst) in der Statistischen Abteilung (T3) beim Truppenamt, Sammelbecken der IIIb und K.O. ab 1919 mit späterem Übergang ins Amt Ausland/Abwehr
    - Reichskommissar für Überwachung der öffentlichen Ordnung (RKO) (1920–1929), war als zentrales Verfassungsschutz-Organ angelegt
    - Nachrichtensammelstelle im Reichsministerium des Innern, Nachfolger des RKO (ab 1929)
    - Nachrichtendienst der SA (1929–1934)
    - Sicherheitsdienst des Reichsführers SS (SD) (1931–1945) eigentlich von Beginn Sicherheitsdienst der NSDAP, wird 1939 in das RSHA eingegliedert
    - Geheime Staatspolizei (Gestapo) (1933–1945)
    - Fremde Marinen FM (1933) ging 1934 auf im neu geschaffenen Marinenachrichtendienst (3 SKL)
    - Forschungsamt („Forschungsamt der Luftwaffe“) (1933–1945)
    - Bereich Fremde Luftmächte (1935–1945) beim Generalstab der Luftwaffe, 5. Abteilung
    - Reichssicherheitshauptamt (1939–1945)
    - Geheime Feldpolizei (GeFePo) (1939–1945)
    - Organisation Gehlen (Org), Vorgänger des BND (1946–1956)
    - Friedrich-Wilhelm-Heinz-Dienst (FWHD) (1950–1956)
    - Amt für Sicherheit der Bundeswehr (1956–1984), Umbenennung in Amt für den Militärischen Abschirmdienst
    - Stauffenberg-Dienst (1969–1982), privater Nachrichtendienst der CDU-/CSU-Opposition
    - Amt für den Militärischen Abschirmdienst (1983–2017), Umbenennung in Bundesamt für den Militärischen Abschirmdienst
      - MAD-Gruppen I–VI und S
        - MAD-Stellen 11–14, 21–26, 31–35, 41–45, 51–53, 61–65, 82

    - Amt für Nachrichtenwesen der Bundeswehr (1979–2002), Umbenennung in Zentrum für Nachrichtenwesen der Bundeswehr
    - Feldnachrichtentruppe, bis 1970 Frontnachrichtentruppe, 2008 in Heeresaufklärungstruppe aufgegangen
    - Zentrum für Nachrichtenwesen der Bundeswehr (ZNBw) (2002–2007), Aufgaben vom Kommando Strategische Aufklärung, BND und weiteren Dienststellen übernommen
    - Kommando Strategische Aufklärung (KdoStratAufkl/KSA), Grafschaft (2002–2023)
      - Auswertezentrale Elektronische Kampfführung (AuswZentrEloKa), Daun (2013–2023)

## E
- Eritrea
  - Nationales Sicherheitsamt
- Estland
  - Kaitsepolitseiamet (KAPO) – Sicherheitspolizeiamt

## F
- Finnland
  - Suojelupoliisi (SUPO, Sicherheitspolizei) – ziviler Nachrichtendienst
  - Pääesikunnan tiedusteluosasto – militärischer Nachrichtendienst
- Frankreich
  - Übersicht: Nachrichtendienste Frankreichs
  - Brigade de Renseignement et de Guerre Électronique (BRGE) Aufklärungsdienst (seit 1993)
  - Bureau Central de Renseignements et d’Action (BCRA) im Exil in London (1940–1943)
  - Contrôle général des services de la Surveillance du Territoire (1899–1907)
  - Direction centrale des renseignements généraux (DCRG) auch Renseignements généraux (RG) (1992–2008)
  - Direction centrale du renseignement intérieur (DCRI) Inlandsgeheimdienst (seit 2008)
  - Direction de la protection et de la sécurité de la défense (DPSD)
  - Direction de la surveillance du territoire (DST) (auch als Direction de la Sécurité du Territoire) – Inlandsgeheimdienst (Sektion der Police nationale) (1944–2008)
  - Direction du Renseignement Militaire (DRM) Militärischer Nachrichtendienst seit 1992
  - Direction Générale de la Sécurité Extérieure (DGSE) – Auslandsgeheimdienst
  - Direction Générale des Etudes et Recherches (DGER)(1944–1946)
  - Direction Générale de Service Spéciaux (DGSS) (1943–1944)
  - Deuxième Bureau (DB) (1871–1943)
  - Groupement de Commandos Mixtes Aéroportés (GCMA) im Vietnam (1951–1953)
  - Sécurité Militaire (SM) oder Direction de la Securité Militaire (DSM) (zurzeit DPSD)
  - Service de Documentation Extérieur et de Contre-Espionage (SDECE) (1945–1982)
  - Surveillance du Territoire (ST) (1932–1942)

## G
- Griechenland
  - Ethniki Ypiresia Pliroforion (EYP)
    - historisch
      - Kentriki Ypiressia Pliroforion (KYP) (1953–1986)
- Guatemala
  - Secretaría de Análisis Estratégico (SAE)
  - Dirección de Inteligencia del Estado Mayor de la Defensa Nacional (DIEMDN)
  - Dirección General de Inteligencia Civil (DIGICI)
- Guine-Bissau
  - Servicos de Informacoes de Seguranca (SIS)

## I
- Indien
  - Research and Analysis Wing (RAW) Auslandsnachrichtendienst
  - Intelligence Bureau (IB) Inlandsnachrichtendienst
  - Defence Intelligence Agency (India) (DIA) Militärischer Nachrichtendienst
- Indonesien
  - Badan Intelijen Strategis (BAIS)
  - Badan Intelijen Nasional (BIN)
  - Kommando Pasukan Khusus Group IV/Sandi Yudha & Group V/Anti Terror
  - Detasemen Jala Mangkara (Denjaka, Marine)
  - Komando Pemulihan Keamanan dan Ketertiban (Kopkamtib) 1965–1985
  - Badan Koordinasi Stabilitas Nasional (Bakorstanas) 1985–2000?
  - Badan Koordinasi Intelijen Negara (BAKIN) → BIN
- Irak
  - Asayîş kurdischer Nachrichtendienst
  - Al-Istikhbatat Militärgeheimdienst unter Saddam Hussein (bis 2003)
  - Mudiriyat al-Amn al-Amma (General Security Directorate) seit 2003
  - Jihāz al-Mukhābarāt al-Waṭanī al-ʻIrāqī (Irakischer Nationaler Geheimdienst)
  - Falken Nachrichtendienstzelle
  - Generaldirektion für Nachrichtendiensttätigkeit und Sicherheit (dem Verteidigungsministerium unterstehend)
  - Direktion für militärische Nachrichtendiensttätigkeit (dem Verteidigungsministerium unterstehend)
  - Bundes-Nachrichtendienst und Untersuchungsbehörde (dem Innenministerium unterstehend)
- Iran
  - SAVAK (im Kaiserreich Iran unter dem Schah)
  - Wezārat-e Ettelāʿat Dschomhūrī-ye Eslāmī-ye Īrān (VAJA, früher VEVAK) iranischer Auslandsnachrichtendienst
  - VEVAMA
- Irland
  - G2 Military Intelligence
  - Special Detective Unit (SDU) ehemals Special Branch dem Garda Síochána unterstellt
- Israel
  - Aman – militärischer Geheimdienst
  - Lakam – Nachrichtendienst zum Sammeln wissenschaftlicher Daten (1957–1986)
  - Mossad (ha-Mossad le-Modiin ule-Tafkidim Meyuhadim) – Auslandsgeheimdienst
  - Schin Bet bzw. Shabak (Sherut ha-Bitachon ha-Klali) – Inlandsgeheimdienst
- Italien
  - Übersicht: Nachrichtendienste Italiens
  - Dipartimento delle Informazioni per la Sicurezza (DIS) (Koordination)
  - Agenzia Informazioni e Sicurezza Esterna (AISE) (Auslandsnachrichtendienst)
  - Agenzia Informazioni e Sicurezza Interna (AISI) (Inlandsnachrichtendienst)
  - Centro Intelligence Interforze (II RIS/J2) (militärischer Nachrichtendienst)
  - Liste der derzeitigen und ehemaligen Nachrichtendienste Italiens

## J
- Japan
  - Cabinet Secretariat
    - Cabinet Intelligence and Research Office (Naikaku Chosashitsu Betsushitsu (Naicho))
      - Cabinet Satellite Intelligence Center (CSICE)

  - Defense Agency
    - Bureau of Defense Policy
      - Defense Intelligence Division (DID)

    - Defense Intelligence Headquarters (DIH)
    - Fleet Intelligence Command (JMSDF)
    - Air Intelligence Wing (JASDF)

  - National Police Agency
    - Security Bureau (SB)

  - Ministry of Foreign Affairs
    - Intelligence and Analysis Service (IAS)

  - Ministry of Justice
    - Public Security Investigation Agency (PSIA)
- Jemen
  - Spezialsicherheitskräfte
- Jordanien
  - Dairat al-Mukhabarat al-Ammah

- Jugoslawien (ehemalige SFRJ)
  - Uprava državne bezbednosti (UDBA) bis 1966
  - Odsjek za zaštitu naroda (OZNA)
  - Služba državne bezbednosti (SDB) bis 1992
  - Kontraobaveštajna služba (KOS) bis 1992

## K
- Kanada
  - Royal Canadian Mounted Police (RCMP)
  - Canadian Security Intelligence Service (CSIS)
  - Canada Border Services Agency (CBSA)
  - Communications Security Establishment Canada (CSE)
- Katar
  - Staatssicherheit von Katar
- Kasachstan
  - Komitet Nationalnoj Besopasnosti (KNB)
  - Auslandsnachrichtendienst (Kasachstan)
- Kenia
  - National Intelligence Service (NIS)
- Kirgisistan
  - Staatskomitee für Nationale Sicherheit
- Kolumbien
  - Departamento Administrativo de Seguridad (historisch)
  - Agencia Nacional de Inteligencia Colombiana (ANIC)
- Kroatien
  - Sigurnosno Obavještajna Agencija (SOA)
  - Vojna Sigurnosno-Obavještajna Agencija (VSOA)
- Kuba
  - Dirección General de Intelligencia (DGI)
  - Dirección de Inteligencia
  - G2 (Auslandsgeheimdienst)

## L
- Libanon
  - Direction Générale de la Sûreté Générale (DGSG)
  - Direction Générale de la Sûreté de l'Etat (DGSE)
  - Direction Générale du Renseignement (DGR)
- Libyen
  - Amn Al-Jamahirya
- Litauen
  - Valstybės saugumo departamentas
  - KAM Antrasis operatyvinių veiksmų departamentas
- Luxemburg
  - Service de Renseignement de l’Etat

## M
- Mexiko
  - Centro de Investigación y Seguridad Nacional (CISEN)
- Republik Moldau
  - Serviciul de Informații și Securitate (SIS)
- Mongolei
  - Allgemeiner Nachrichtendienst der Mongolei
- Myanmar
  - Office of the Chief of Military Security Affairs
  - Bureau of Special Investigation
  - Special Intelligence Department

## N
- Namibia
  - Namibia Central Intelligence Service
- Nepal
  - National Investigation Department
  - Directorate of Military Intelligence (Nepal)
- Neuseeland
  - Government Communications Security Bureau
  - New Zealand Security Intelligence Service
- Niederlande
  - Algemene Inlichtingen- en Veiligheidsdienst (AIVD)
  - Militaire Inlichtingen- en Veiligheidsdienst (MIVD)
  - Joint Sigint Cyber Unit (JSCU)
- Nigeria
  - Nigerian Security Organisation (NSO)
  - National Intelligence Agency (NIA)
  - State Security Service (SSS)
  - Defence Intelligence Agency (DIA)
- Nordkorea
  - Generalbüro für Aufklärung (RGB)
- Nordmazedonien
  - Agencija za razuznavanje
- Norwegen
  - Norsk Etterretningstjeneste
  - Politiets sikkerhetstjeneste

## O
- Österreich
  - Direktion für Staatsschutz und Nachrichtendienst (DSN)
  - Heeres-Nachrichtenamt (HNaA) – Auslandsnachrichtendienst
  - Abwehramt – (AbwA) Militärischer Sicherheitsdienst
  - historisch
    - Evidenzbüro
    - Kriegschiffregruppe
    - Bundesamt für Verfassungsschutz und Terrorismusbekämpfung (BVT)

- Osttimor
  - Serviço Nacional de Inteligência (SNI)
  - Serviço de Informações de Polícia (SIP)
  - Sistema de Informações Militares (SIM)
  - historisch
    - Serviço Nacional de Segurança do Estado (SNSE)

## P
- Pakistan
  - Inter Services Intelligence (ISI)
  - Intelligence Bureau (IB)
  - Federal Investigation Agency (FIA)
  - National Counter Terrorism Authority (NACTA)
  - Counter Terrorism Department (CTD)
  - Special Branch (Pakistan)
- Peru
  - Consejo Nacional de Inteligencia
  - ehemaliger Dienst: Servicio de Inteligencia Nacional
- Polen
  - Heutige Dienste:
    - Agencja Bezpieczeństwa Wewnętrznego (ABW) – Inlandsgeheimdienst
    - Agencja Wywiadu (AW) – Auslandsgeheimdienst
    - Służba Kontrwywiadu Wojskowego (SKW) – Militärischer Inlandsgeheimdienst
    - Służba Wywiadu Wojskowego (SWW) – Militärischer Auslandsgeheimdienst

  - Ehemalige Dienste
    - Ministerstwo Bezpieczeństwa Publicznego (MBP) Ministerium für Öffentliche Sicherheit (1945–1954)
    - Komitet do spraw Bezpieczeństwa Publicznego Komitee für Öffentliche Sicherheit (1954–1956)
    - Służba Bezpieczeństwa (SB) Sicherheitsdienst (1956–1990)
    - Urząd Ochrony Państwa (UOP) Amt für Staatsschutz (1990–2002)
    - Wojskowe Służby Informacyjne (WSI) – Militärischer Nachrichtendienst (1990–2006)
- Portugal
  - Sistema de Informações da República Portuguesa (Koordination der Nachrichtendienste)
  - Serviço de Informações de Segurança (Inlandsnachrichtendienst)
  - Serviço de Informações Estratégicas de Defesa (Militärischer Nachrichtendienst)

## R
- Ruanda
  - Nationaler Geheim- und Sicherheitsdienst (Ruanda)
- Rumänien
  - Directoratul General al Sigurantel Poporolul (DGSP) (inaktiv)
  - Securitate, 1948 bis 1990 Inlandsgeheimdienst
  - Rumänischer Informationsdienst (SRI), seit 1990 Inlandsgeheimdienst
  - Dienst für externe Informationen (SIE)
- Russland
  - Übersicht: Liste russischer Geheimdienste
  - Ochrana, bis 1917 Geheimdienst im zaristischen Russland
  - Federalnaja Sluschba Besopasnosti Rossijskoj Federazii (FSB) (seit 1991)
  - Federalnoje Agentstwo Prawitelstwennoi Swjasi i Informazii (FAPSI seit 1991)
  - Sluschba wneschnei raswedki (SWR) Ziviler Aufklärungsdienst
  - Federalnaja Sluschba Ochrany (FSO) Schutz der Regierung
  - Glawnoje Raswedywatelnoje Uprawlenije (GRU) Militärgeheimdienst des Generalstabs der Streitkräfte
  - Glawnoje Uprawlenije Ochrany (GUO) Hauptverwaltung Schutz

## S
- Saudi-Arabien
  - al-Muchabarat al-'Amma
- Mabahith
- Schweden
  - Militära underrättelse- och säkerhetstjänsten (MUST) – Militärgeheimdienst
  - Försvarets radioanstalt (FRA) – technische Aufklärung und Überwachung
  - Säkerhetspolisen (Säpo) – Inlandsgeheimdienst
- Schweiz
  - Nachrichtendienst des Bundes (NDB) – Aus- und Inlandsnachrichtendienst
  - Militärischer Nachrichtendienst (MND) – Militärnachrichtendienst
  - Luftwaffennachrichtendienst (LWND) – dem MND untergeordnet
  - Überwachung des Post- und Fernmeldeverkehrs (ÜPF) – Für die Vorratsdatenspeicherung verantwortlich, Unterstellt dem EJPD
- Serbien
  - Bezbednosno-informativna agencija (BIA)
  - Vojna bezbednosna agencija (VBA)
- Simbabwe
  - CIO-Central Intelligence Organisation
- Singapur
  - Internal Security Department (ISD)
  - Security and Intelligence Department (SID)
- Slowenien
  - Slovenska Obveščevalno-Varnostna Agencija (SOVA) 
  - Obveščevalno-varnostna služba (OVS) – Militärgeheimdienst
- Somalia
  - National Intelligence and Security Agency (NISA)
- Sowjetunion
  - Tscheka (1917–1922)
  - Gossudarstwennoje polititscheskoje uprawlenije (GPU), 1934 in den NKWD integriert
  - Glawnoje Raswedywatelnoje Uprawlenije (GRU) Hauptverwaltung Aufklärung, Militärnachrichtendienst
  - NKWD (1934–1946)
  - KGB (1954–1991)
  - FSB Inlandsgeheimdienst
- Spanien
  - Centro Superior de Información de la Defensa (CESID) (inaktiv)
  - Centro Nacional de Inteligencia (CNI) Geheimdienst Spaniens
- Südafrika
  - National Intelligence Agency (NIA) (1994–)
  - National Intelligence Service (1980–1994)
  - South African Bureau of State Security (BOSS) (1969–1980)
  - South African National Defence Force Intelligence Division (SANDF-ID)
  - South African Police Service Crime Intelligence Division
  - South African Secret Service (SASS) (1995–)
- Südkorea
  - National Intelligence Service (NIS)
- Syrien
  - Direktion für allgemeine Sicherheit (Idarat al-Amn al-Amm) – allg. ziviler Nachrichtendienst
  - Abteilung für politische Sicherheit (Idārat al-Amn as-Siyāsī) – Teil des Innenministeriums
  - Abteilung für militärische Aufklärung (Shu'Batal-Mukhabarat al-Askariya) – allg. militärischer Nachrichtendienst
  - Nachrichtendienst der Luftwaffe (Idarat al-Mukhabarat al-Jawiyya) – mächtigster Nachrichtendienst Syriens

## T
- Tadschikistan
  - Staatskomitee für Nationale Sicherheit (Tadschikistan)
- Republik China (Taiwan)
  - National Security Bureau (NSB, Nationaler Nachrichten- und Sicherheitsdienst)
- Tschechien
  - Bezpečnostní informační služba (BIS, Inlandsnachrichtendienst)
  - Úřad pro zahraniční styky a informace (ÚZSI, Auslandsnachrichtendienst)
  - Vojenské obranné zpravodajství (1993–2005, historisch)
  - Vojenská zpravodajská služba (1993–2005, historisch)
  - Vojenské zpravodajství (VZ, seit 2005, militärischer Nachrichtendienst)
- Tschechoslowakei (1918–1992)
  - Militärischer Nachrichtendienst in der Tschechoslowakei (1919–1992, unter verschiedenen Bezeichnungen)
  - Státní bezpečnost (StB, 1949–1989, Inlands- und Auslandsgeheimdienst der kommunistischen Tschechoslowakei)
  - Vojenská kontrarozvědka (?–1990, militärischer Nachrichtendienst)
  - Zpravodajská správa Generálního štábu (?–1990, militärischer Nachrichtendienst)
  - Vojenské obranné zpravodajství (1990–1992, militärischer Nachrichtendienst)
  - Vojenská zpravodajská služba (1990–1992, militärischer Nachrichtendienst)
  - Úřad pro zahraniční styky a informace Federálního Ministerstva vnitra (ÚZSI FMV ČR, ?–1992, Auslandsnachrichtendienst)
  - Úřad pro ochranu ústavy a demokracie (ÚOÚD, 1990, Inlandsnachrichtendienst)
  - Federální informační služba (FIS, 1990–1991, Inlandsnachrichtendienst)
  - Federální bezpečnostní informační služba (1991–1992, Inlandsnachrichtendienst)
- Türkei
  - Millî İstihbarat Teşkilâtı (MİT) – nationale Nachrichtenorganisation
  - JİTEM – Nachrichtendienst der türkischen Gendarmerie
  - Emniyet Genel Müdürlüğü İstihbarat Başkanlığı
- Turkmenistan
  - Ministerium für Nationale Sicherheit (Turkmenistan)

## U
- Ukraine
  - Sicherheitsdienst der Ukraine (SBU)
  - Sluschba sownischnjoji roswidky Ukrajiny (SZRU) – Auslandsnachrichtendienst
  - Holowne uprawlinnja roswidky Ministerstwa oborony Ukrajiny – Militärnachrichtendienst
- Ungarn
  - Államvédelmi Hatóság (AVH, umgangssprachlich AVO genannt) bis 1989
  - Nemzetbiztonsági Hivatal (NBH) – Amt für Nationale Sicherheit
- Usbekistan
  - Staatssicherheitsdienst (Usbekistan)

## V
- Venezuela
  - Bolivarischer Nationaler Geheimdienst
- Vereinigte Arabische Emirate
  - Signale-Geheimdienst
- Vereinigtes Königreich
  - Übersicht: Britische Geheimdienst-Behörden
  - Department of Naval Intelligence
  - British Security Service Organisation (BSSO)
  - Defence Intelligence Staff (DIS) – militärischer Geheimdienst
  - Joint Intelligence Committee (JIC)
  - Intelligence Corps - British Army Intelligence
  - Government Communications Headquarters (GCHQ) – technische Aufklärung
  - Naval Intelligence Division (NID)
  - RAF Intelligence - Royal Air Force Intelligence Branch
  - Secret Service Bureau (1909 – Erster Weltkrieg)
  - Security Service (MI5) – Abwehr- und Inlandsdienst
  - Secret Intelligence Service (SIS, MI6) – Auslandsdienst
- Vereinigte Staaten
  - Übersicht: Liste der Geheimdienste der USA
  - United States Intelligence Community
    - Central Intelligence Agency (CIA), Auslandsgeheimdienst
    - Federal Bureau of Investigation (FBI), Spionageabwehr Inland
    - National Security Agency (NSA) – weltweite technische Aufklärung
    - National Reconnaissance Office (NRO), Satellitenaufklärung
    - National Geospatial-Intelligence Agency (NGA), Geographische Aufklärung
    - Office of Intelligence (OOI), Dienst des Energieministeriums
    - Bureau of Intelligence and Research (INR), Dienst des Außenministeriums
    - Office of Intelligence and Analysis (OIA), Dienst des Finanzministeriums (Schatzamt)
    - Directorate of Information Analysis and Infrastructure Protection (IAIP), Dienst des Ministeriums für Innere Sicherheit (DHS)
    - Defense Intelligence Agency (DIA) – Geheimdienst des Pentagons
      - Army Intelligence (AI)
      - Office of Naval Intelligence (ONI)
      - Air Intelligence Agency (AIA)
      - Marine Corps Intelligence Activity (MCIA) – Geheimdienst der US-Marineinfanterie
      - United States Coast Guard Intelligence (CGI)

ehemalige Dienste:
    - Counter Intelligence Corps (CIC) (historisch)
    - Coordinator of Information (COI) (1941–1942)
    - Office of Strategic Services (OSS) (1942–1945)
    - Office of the Coordinator of Information (OCI) → OSS
    - Central Intelligence Group (CIG) (historisch)
    - Military Information Division oder Military Intelligence Division (MID)
    - National Imagery and Mapping Agency (NIMA) → NGA
- Vietnam
  - Tổng cục 2
  - Phủ Đặc ủy Trung ương Tình báo (Büro des Central Intelligence Committee)
  - Tổng cục Tình báo, Quân đội nhân dân Việt Nam (Allgemeine Geheimdienstabteilung der Vietnamesischen Volksarmee)